# Адела ещё не ужинала
«Адела ещё не ужинала» (чеш. Adéla ještě nevečeřela) — чехословацкий комедийный фильм 1977 года режиссёра Ольдржиха Липского. Кинопародия на голливудские «чёрные детективы» и бульварные романы о суперзлодеях и суперсыщиках начала XX века.

## Сюжет
Знаменитейший детектив Америки — сыщик Ник Картер — прибывает в Прагу (которая, по его мнению, находится в Вене), чтобы расследовать таинственное исчезновение любимого дога графини Тумовой. В компании с грубоватым комиссаром пражской полиции Картер выходит на след преступника по кличке Садовник.
Чешский инспектор — прекрасный гид — знакомит американца со всеми без исключения пивными Праги. Сюжет закручен лихо. Тут и стрельба, и любовь, и погони на воздушном шаре, и кровожадное растение Адела, которая на беду героев ещё не ужинала.

## В ролях
| Актёр               | Роль                                                 |
| ------------------- | ---------------------------------------------------- |
| Михал Дочоломанский | сыщик Ник Картер                                     |
| Рудольф Грушинский  | комиссар Ледвина                                     |
| Милош Копецкий      | Роберт фон Крацмар (он же Матиш Кречмар, «Садовник») |
| Квета Фиалова       | графиня Тхунова                                      |
| Ольга Шоберова      | Карин, камеристка графини                            |
| Ладислав Пешек      | профессор Албин Бочек                                |
| Надя Конвалинкова   | Кветушка                                             |
| Мартин Ружек        | полицмейстер Франц фон Кауниц                        |
| Итка Зеленогорская  | дама № 9                                             |
| Хана Брейхова       | дама № 3                                             |
| Хелена Ружичкова    | цветочница                                           |
| Карел Эффа          | шпик/нищий ветеран                                   |

## Советское закадровое озвучивание
В советский прокат фильм вышел в июне 1980 года с одноголосым закадровым переводом киностудии имени Горького.
- Режиссёр озвучивания — Ливия Шахалина
- Звукооператор — Людмила Дружинина
- Автор русского текста — Ирина Ус
- Редактор — Лариса Железнова

Текст читал Алексей Золотницкий.

## Награды и номинации
Международный кинофестиваль в Каталонии-1978:
- Награда в категории «Лучшая операторская работа» — Ярослав Кучера.

Международный кинофестиваль в Чикаго-1978:
- Участие в конкурсе за лучший фильм на главный приз «Золотой Хьюго» — Олдржих Липский.

Премия Академии научной фантастики, фэнтези и фильмов ужасов (США) 1980:
- Награда в категории «Лучший иностранный фильм».
- Номинация в категории «Лучший фильм-фэнтези».